# ويلبر هوارد دونكان
ويلبر هوارد دونكان (بالإنجليزية: Wilbur Howard Duncan)‏ هو عالم نبات وعالم حشرات أمريكي، ولد في 15 أكتوبر 1910 في بوفالو في الولايات المتحدة، وتوفي في 25 مارس 2005.